# Warracknabeal

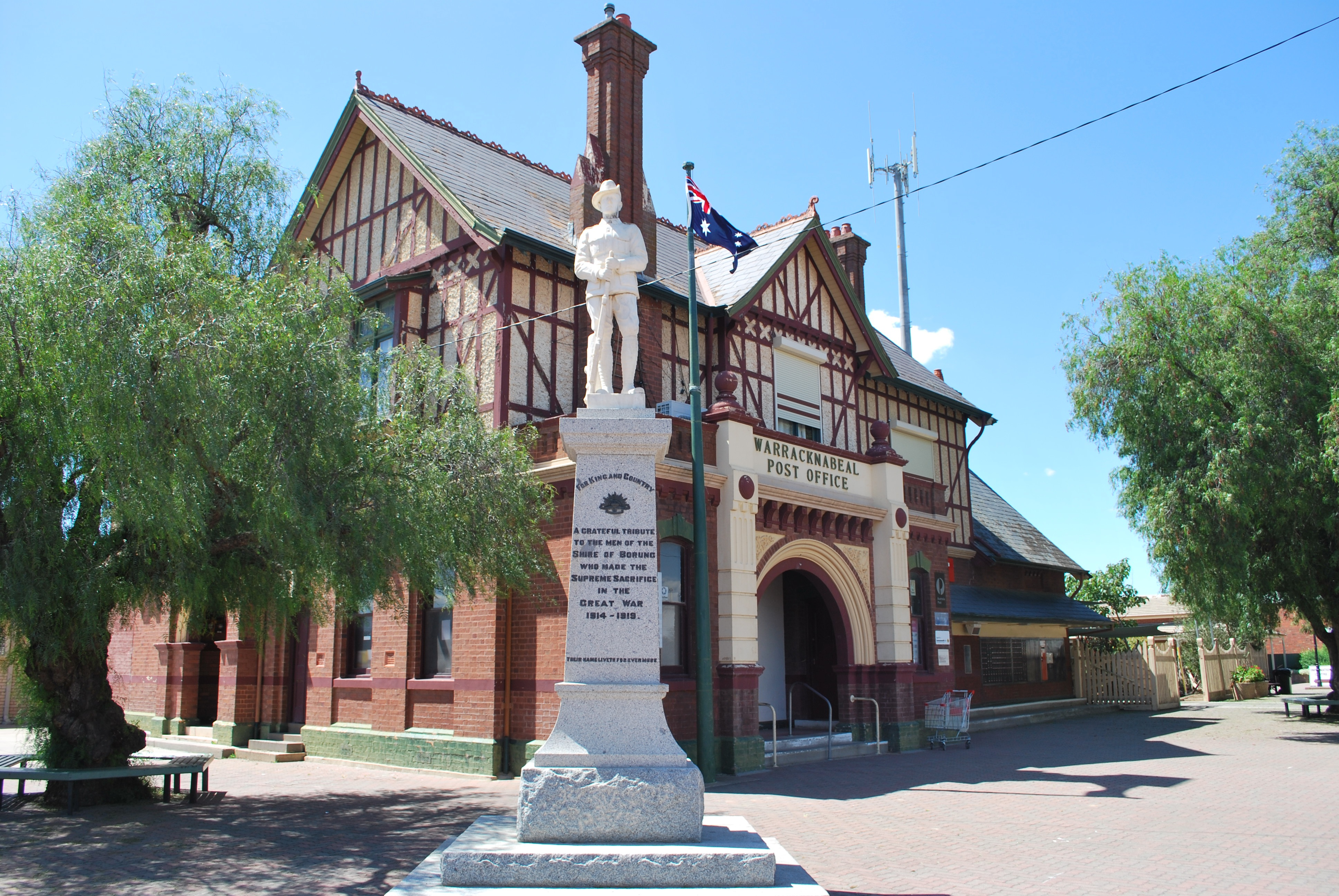
Estación de correos de Warracknabeal y monumento a los caídos en la Primera Guerra Mundial.

Warracknabeal es una localidad en el noroeste de Victoria, Australia. Se encuentra a orillas del arroyo Yarriambiack, a 330 km al noroeste de Melbourne. Es el centro de negocios y servicios del norte de Wimmera y del sur de los distritos de Mallee, y alberga las oficinas del gobierno local del condado de Yarriambiack. En 2011, había alrededor de 2.745 personas viviendo en el área local.

## Historia
Los habitantes originales del área alrededor de Warracknabeal eran la tribu Wotjobaluk de aborígenes. Se cree que el nombre de la ciudad deriva de una expresión aborigen que significa "lugar de grandes gomas que sombrean el pozo de agua". Los primeros colonos europeos en el área incluyeron a Andrew y Robert Scott, quienes establecieron la primera carrera del nombre.
La oficina de correos se abrió el 1 de septiembre de 1861 y se conocía como Werracknebeal hasta 1885.
Entre los edificios históricos se encuentran una celda de 1872 construida con goma roja y amarilla, una oficina de correos de estilo Tudor, varios hoteles y pubs del siglo XIX y una torre de agua de cuatro pisos de 1886. También hay un museo de maquinaria agrícola que alberga piezas del historia de la agricultura en los distritos de Mallee y Wimmera.